# Draco timoriensis
Draco timoriensis là một loài thằn lằn trong họ Agamidae. Loài này được Kuhl mô tả khoa học đầu tiên năm 1820.